# Dampier

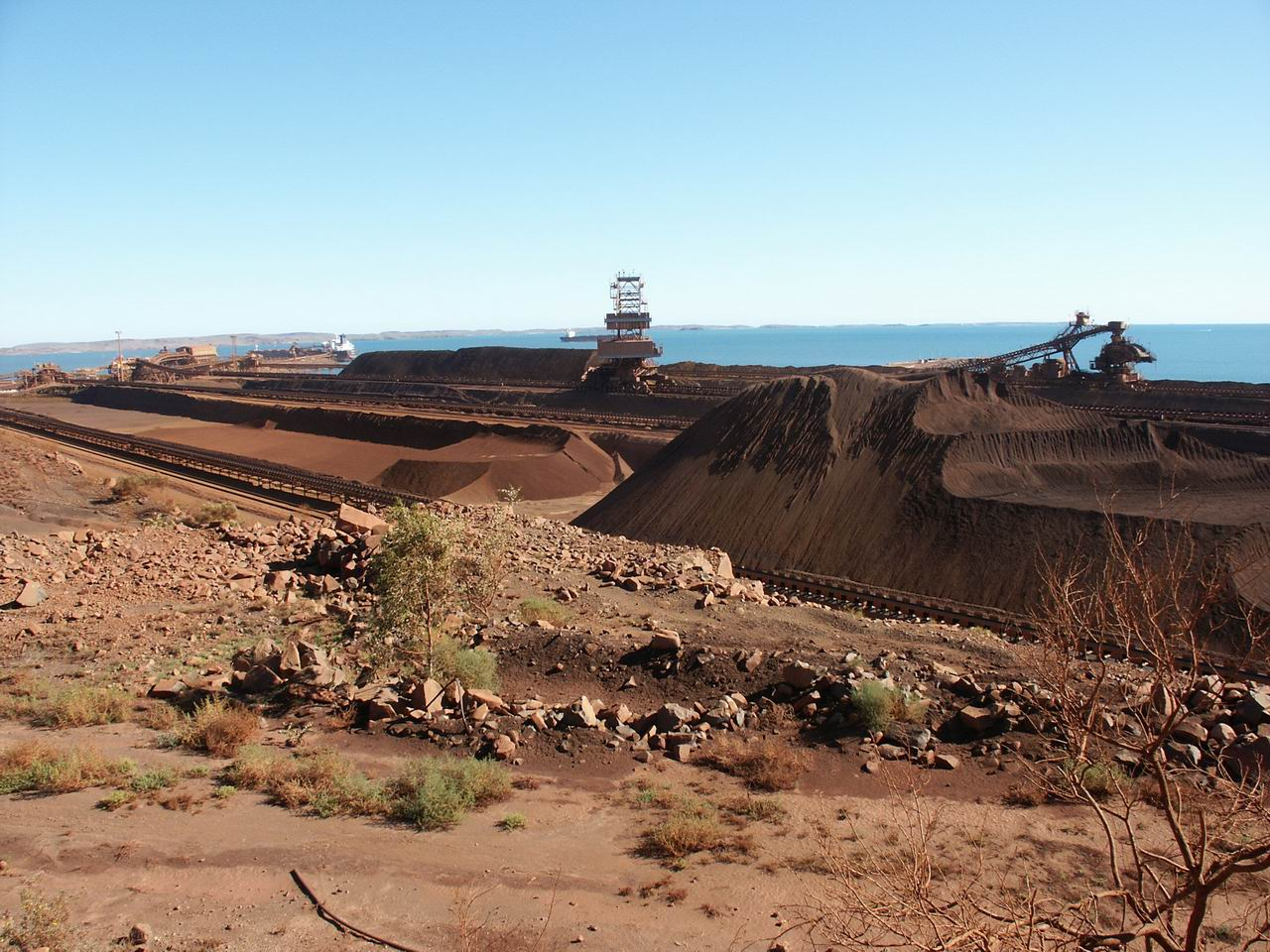
Ertsterminal

Dampier, de spoorlijnen en ertsmijnen

Dampier is een havenplaats in het noordwesten van de Australische deelstaat West-Australië. In 2021 telde Dampier 1.282 inwoners tegenover 1.371 inwoners in 2006.

## Geschiedenis
Dampier is vernoemd naar de Engelse piraat William Dampier. Hij voer met zijn schip HMS Roebuck langs de west-australische kust en kwam op 21 augustus 1699 aan bij het Dampier-archipel.
Het archipel werd al lange tijd bewoond door Aboriginals. Bewijzen hiervoor zijn de vele rotstekeningen die zijn aangetroffen. Op de eilanden zijn ongeveer een miljoen tekeningen te vinden en 2.500 andere sporen van menselijke activiteit of aanwezigheid waaronder kleine mijnen en kampplaatsen. Het geheel staat bekend als het Dampier Rock Art Complex.

## Klimaat
Gedurende het gehele jaar is het warm met een gemiddelde temperatuur van 39°C in de zomer en met uitschieters tot 49°C. De jaarlijkse neerslag is ongeveer 230 millimeter, met de meeste neerslag in het eerste kwartaal. Het gebied kent tropische cylonen en dan kan veel neerslag vallen in een korte tijd. Het seizoen voor de cyclonen valt tussen 1 november en 30 april en de haven wordt gemiddeld driemaal per jaar geteisterd door cyclonen met maximale windsnelheden van 250 km/u.

## Zoutwinning
Dampier Salt werd in 1967 opgericht voor de zoutwinning. In 1972 werd de eerste lading verscheept. Het zeewater wordt in afgesloten en ondiepe zoutpannen gepompt. Onder de hete zon verdampt het water waardoor het zoutgehalte sterk toeneemt. Uiteindelijk is al het water verdampt en blijft alleen het zout achter. Als de zoutlaag tussen de 20 en 40 centimeter hoog is, wordt het verzameld en gereinigd. Het eindproduct wordt naar de haven getransporteerd en schepen brengen het naar de finale afnemers, veelal de chemische industrie. Het bedrijfsterrein is ongeveer 10.000 hectare groot en per jaar wordt zo’n 4 miljoen ton zeezout geproduceerd. De zoutpannen hebben een grote aantrekkingskracht op vogels die hier komen om te rusten en te eten.

## Haven
Lange tijd gebeurde er niet veel, maar in 1965 werd de plaats belangrijk voor de export van ijzererts. Er werden spoorlijnen van de Hamersley & Robe River Railway aangelegd van Tom Price aan de voet van de Hamersley bergkam en vanaf Paradurboo op bijna 80 kilometer ten zuidwesten van Tom Price. In beide plaatsen zijn grote mijnen en het erts wordt per spoor naar Dampier vervoerd om vandaar in bulkcarriers de reis naar de hoogovens te vervolgen. De haven werd in 1966 geopend voor het scheepvaartverkeer. Een tweede terminal werd zes jaar later geopend op het East Intercourse eiland. 
Tot 1 maart 1989 was de haven in handen van de mijnbouwmaatschappij Hamersley Iron, een dochterbedrijf van de Rio Tinto Group. Vanaf die dag werd het beheer van de haven overgenomen door de Dampier Port Authority (DPA). Voor de kust was aardgas ontdekt en een consortium van energiebedrijven richtte North West Shelf Venture (NWSV) op om deze gasvelden te exploiteren. Om het gas bij de afnemers te krijgen werd in Dampier een nieuwe installatie gebouwd voor het maken van vloeibaar aardgas. Een andere publieke havenbeheerder was een logische consequentie. DPA beheert de haven en let ook op de veiligheid, milieu en maakt plannen voor de toekomst. In het eerste verslagjaar van DPA, van 1 juli 1988 tot 30 juni 1989, werd 50 miljoen ton lading in de haven overgeslagen. 
De haven heeft nu een capaciteit van 140 miljoen ton ijzererts per jaar. Het wordt overschaduwd door Port Hedland, maar is groter dan Cape Lambert met een capaciteit van 80 miljoen ton. Cape Lambert ligt 80 kilometer en Port Hedland 260 kilometer ten oosten van Dampier. Naast ijzererts is de export van vloeibaar aardgas belangrijk. Per 1 juli 2014, is de havenbeheerder Dampier Port Authority samengegaan met Port Hedland Port Authority om samen de Pilbara Ports Authority te vormen.

### Vloeibaar aardgas
Bij Dampier staan diverse grote installatie voor het maken van lng. De North West Shelf Venture begon met de vondst van grote offshore gasvelden. In 1984 kwam een groot productieplatform, de North Rankin A, in gebruik en het aardgas wordt met een pijplijn naar de kust getransporteerd. Bij Dampier staat een fabriek voor de productie van vloeibaar aardgas welke in 1985 in gebruik is genomen. De capaciteit was bij de opening 4,4 miljoen ton lng. Stapsgewijs is de capaciteit uitgebreid en er zijn ook faciliteiten gekomen voor de verwerking van aardgascondensaat en lpg. In 2008 kwam laatste uitbreiding gereed waarmee de capaciteit per jaar is gekomen op ruim 16 miljoen ton.
In juli 2007 kreeg het Australische energiebedrijf Woodside vergunning om een gasveld op zo’n 200 kilometer ten noordwesten van de plaats te ontwikkelen. Het gas wordt ook per pijplijn naar de faciliteit gepompt. Twee Japanse nutsbedrijven hebben een contract getekend om gedurende 15 jaar al het lng af te nemen. De twee, Kansai Electric en Tokyo Gas, hebben elk ook een belang van 5% in het project en de rest van de aandelen zijn in handen van Woodside. De installatie heeft een jaarcapaciteit van 4,3 miljoen ton lng. In april 2012 werd de installatie in gebruik genomen en deze biedt aan zo’n 450 mensen werk.
| Jaar | Aantal schepen (stuks) | Totaal lading   | waarvan ijzererts | waarvan lng     | waarvan overig  |
| Jaar | Aantal schepen (stuks) | (× miljoen ton) | (× miljoen ton)   | (× miljoen ton) | (× miljoen ton) |
| ---- | ---------------------- | --------------- | ----------------- | --------------- | --------------- |
| 1990 |                        | 53,8            |                   |                 |                 |
| 1995 |                        | 66,6            |                   |                 |                 |
| 2000 |                        | 82,5            |                   |                 |                 |
| 2005 | 2669                   | 95,8            | 75,8              | 11,3            | 8,7             |
| 2010 | 4657                   | 170,7           | 141,3             | 17,2            | 12,2            |
| 2011 | 6003                   | 165,0           | 136,3             | 17,1            | 11,6            |
| 2012 | 6269                   | 171,8           | 145,7             | 15,6            | 10,5            |
| 2013 | 6457                   | 180,4           | 148,4             | 20,3            | 11,7            |
| 2014 | 6027                   | 177,5           | 146,2             | 20,1            | 11,2            |
| 2015 | 5171                   | 172,8           | 141,1             | 21,4            | 10,3            |
| 2016 | 4209                   | 173,0           | 142,1             | 21,4            | 9,5             |
| ...  |                        |                 |                   |                 |                 |
| 2021 | 2953                   | 167,4           | 136,6             | 21,1            | 9,7             |
| 2022 | 3161                   | 161,9           | 133,7             | 19,4            | 8,8             |
| 2023 | 3059                   | 174,0           | 143,6             | 20,9            | 9,5             |
| 2024 | 3741                   | 172,6           | 144,8             | 18,6            | 9,2             |

## Trivia
- De film Red Dog speelt zich af in Dampier en er staat een beeld van de hond.